# 弗罗贝尼乌斯标准形
线性代数中，元素属于域 {\displaystyle F} 的正方形矩陣 {\displaystyle A} 的弗罗贝尼乌斯标准形（英語：Frobenius normal form） 或有理规范形（英語：Rational canonical form）是通过 {\displaystyle F} 上可逆阵的共轭得到的矩阵规范形。它反映了将向量空间最小分解为对 {\displaystyle A} 循环的子空间（由某向量与其在 {\displaystyle A} 下的重复像张成的子空间）。由于给定矩阵只能给出一种标准形，因此 {\displaystyle B} 与 {\displaystyle A} 相似，当且仅当它们的弗罗贝尼乌斯标准形相同。由于这种形式不涉及任何扩张 {\displaystyle F} 域时可能变化的运算（即“有理”），特别是不需要因式分解多项式，这表明两个矩阵的相似关系不会因域扩张而改变。这种标准形得名于德国数学家费迪南德·格奥尔格·弗罗贝尼乌斯。
有些学者所谓“有理规范形”是指另一种略有差别的形式，其更恰当的名称是初等有理规范形。初等形式反映的不是到循环子空间的最小分解，而是最大分解。它也定义于 {\displaystyle F} 上，但性质略有不同：要得到它需要对多项式进行因式分解，因此初等有理规范形可能会因 {\displaystyle F} 的扩张而变化。本文介绍的主要是不需要因式分解的标准形，并在提及第二种标准形时注明“初等”。

## 动机
若要研究两个方阵 {\displaystyle A} 、 {\displaystyle B} 是否相似，一种方法是尽量把各自的向量空间分解为稳定子空间的直和，并比较各自在子空间上的作用。例如，如果方阵都可对角化，则就可分解为特征空间（其作用仅为一个标量，是最简单的）的直和，便可通过比较特征值及重数判定相似方陣是否相似。在实践中这常是一种颇有见地的做法，但作为通用方法尚有缺点。首先它需要找到該矩陣所有特征值（特征多项式的根），但可能给不出明确的表达式。其次，完整的特征值可能只存在于解域的扩张中，逼无法证明原域的相似性。最后， {\displaystyle A} 、 {\displaystyle B} 可能在扩张域中也无法对角化，就只能分解为广义特征空间或若爾當塊。
但要判断矩阵是否相似，并不需要这种精细分解。有理规范形基于直和，分解为尽可能大的稳定子空间，同时又能非常简单地描述每个子空间上的作用。子空间须由单个非零向量v及其通过与矩阵有关的重复线性运算得到的所有像生成；这样的子空间称为循环子空间（参考循环子群），在线性运算下显然稳定。只要v及其连续的像线性独立，就可以取到这种子空间的基。关于这样一个基的线性运算的矩阵是一个一元多项式（限于子空间的运算的最小多项式，类似于循环子群的阶）的相伴矩阵，这个多项式决定了同构意义下运算对循环子空间的作用，且与用于生成子空间的v向量的选择无关。
到循环子空间的直和分解总是存在，且找到这种分解不需要因式分解。然而，循环子空间有可能被分解为更小的循环子空间的直和（中国剩余定理），因此仅将两个矩阵的空间分解、得到对应的最小多项式，还不足以判定相似。为确保分解完全匹配，还需要条件：在相关最小多项式列表中，每个多项式都要除以下一个多项式（不能使用常数1，以排除0维平凡子空间）。得到的多项式列表称为矩阵（定义的K[X]模）的不变因子，两个矩阵的不变因子集合相同时，才是相似的。矩阵A的有理规范形是在到循环子空间的分解的基础上得到的，后者的相关最小多项式是A的不变因子；当且仅当两个矩阵的有理规范形相同时，两者才相似。

## 例子
在Q上的如下矩阵：
{\displaystyle \scriptstyle A={\begin{pmatrix}-1&3&-1&0&-2&0&0&-2\\-1&-1&1&1&-2&-1&0&-1\\-2&-6&4&3&-8&-4&-2&1\\-1&8&-3&-1&5&2&3&-3\\0&0&0&0&0&0&0&1\\0&0&0&0&-1&0&0&0\\1&0&0&0&2&0&0&0\\0&0&0&0&4&0&1&0\end{pmatrix}}.}
A的极小多项式{\displaystyle \mu =X^{6}-4X^{4}-2X^{3}+4X^{2}+4X+1}，因此由单个向量的重复像生成的子空间不可能大于6维。特征多项式是{\displaystyle \chi =X^{8}-X^{7}-5X^{6}+2X^{5}+10X^{4}+2X^{3}-7X^{2}-5X-1}，是极小多项式的{\displaystyle X^{2}-X-1}倍。一定有向量，其自身生成的循环子空间与整个空间上的算子有相同的极小多项式；其实大多数向量都有这种性质，这时第一标准基向量{\displaystyle e_{1}}有这种性质：向量{\displaystyle A^{k}(e_{1})(k=0,1,\ldots ,5)}线性独立，且张成了极小多项式为{\displaystyle \mu }的循环子空间。这个循环子空间有互补稳定子空间（2维），由{\displaystyle v=(3,4,8,0,-1,0,2,-1)^{\top }}、{\displaystyle w=(5,4,5,9,-1,1,1,-2)^{\top }}生成的空间就是一个例子。事实上有{\displaystyle A\cdot v=w}，所以互补子空间是{\displaystyle v}生成的循环子空间；其有极小多项式{\displaystyle X^{2}-X-1}。由于{\displaystyle \mu }是整个空间的极小多项式，所以很明显{\displaystyle X^{2}-X-1}可以除{\displaystyle \mu }（很容易检验），所以我们也就找到了A的不变因子{\displaystyle X^{2}-X-1}和{\displaystyle \mu =X^{6}-4X^{4}-2X^{3}+4X^{2}+4X+1}。那么A的有理规范形就是以相应的相伴矩阵为对角块的分块对角矩阵，即
{\displaystyle \scriptstyle C={\begin{pmatrix}0&1&0&0&0&0&0&0\\1&1&0&0&0&0&0&0\\0&0&0&0&0&0&0&-1\\0&0&1&0&0&0&0&-4\\0&0&0&1&0&0&0&-4\\0&0&0&0&1&0&0&2\\0&0&0&0&0&1&0&4\\0&0&0&0&0&0&1&0\end{pmatrix}}.}
上面的向量{\displaystyle v,w}构成了支持这种形式的基，其次是{\displaystyle A^{k}(e_{1})(k=0,1,\ldots ,5)}；明确地说，这意味着对于
{\displaystyle \scriptstyle P={\begin{pmatrix}3&5&1&-1&0&0&-4&0\\4&4&0&-1&-1&-2&-3&-5\\8&5&0&-2&-5&-2&-11&-6\\0&9&0&-1&3&-2&0&0\\-1&-1&0&0&0&1&-1&4\\0&1&0&0&0&0&-1&1\\2&1&0&1&-1&0&2&-6\\-1&-2&0&0&1&-1&4&-2\end{pmatrix}}},
可以得到{\displaystyle A=PCP^{-1}}。

## 一般情形与推论
给定基域F和其上的有限维向量空间V；给定多项式P ∈ F[X]，有伴随矩阵CP，其特征多项式和极小多项式都等于P。
定理：令A为F上的方阵，则V（视为F[X]-模，X作用由A给出）允许F[X]-模同构
V ≅ F[X]/f1 ⊕ … ⊕ F[X]/fk
其中fi ∈ F[X]可看作是正阶数的首一多项式（因此不是F[X]的可逆元），满足关系
f1 | f2 | … | fk
其中“a | b”表示“a除以b”；这些条件下，多项式fi的列表唯一。
证明思路：将主理想域上的有限生成模结构定理应用于V，将其视为F[X]-模。结构定理可以将其分解为循环因子，每个因子都是F[X]的真理想的商；零理想不存在，因为由此产生的自由模将是无限维F向量空间，而V维数有限。对于多项式fi，可以取各自理想的唯一首一生成子，由于结构定理确保每个理想都包含于前面的理想，因此可得fi的可除条件。
给定任意方阵，构造若尔当标准形所用的初等因子不在F[X]上，所以必须转用上面给出的不变因子fi。最后一个因子fk便是极小多项式，因此所有不变因数都要除以它，不变因子的积就是特征多项式。这意味着极小多项式可除特征多项式（哈密尔顿–凯莱定理），而且特征多项式的每个不可约因式也可除极小多项式（重数可能更小）。
每个不变因子fi都可求得相伴矩阵Cfi，由这些块组成的对角阵也就是A的有理规范形。极小多项式和特征多项式相同时（k=1），弗罗贝尼乌斯标准形是特征多项式的相伴矩阵。由于有理规范形是由与A相关的唯一不变因子唯一确定的，后者与基无关，所以当且仅当两个方阵A、B有相同的有理规范形时，它们才相似。

## 初等有理规范形作为若尔当标准形的推广
弗罗贝尼乌斯标准形与特征多项式的因式分解无关，这意味着当F被不同的域取代时是不变的（只要包含原矩阵A的所有元素）。另一方面，这也使弗罗贝尼乌斯标准形大大不同于其他依赖于特征多项式因式的标准形，特别是对角形（若A可对角化）或若尔当标准形（若特征多项式可分为线性因子）。例如，对角阵的弗罗贝尼乌斯标准形只是其特征多项式的相伴矩阵。
还有一种办法定义标准形，与弗罗贝尼乌斯标准形一样总是定义在A所在的域F上，但确实反映了特征多项式（或等价于极小多项式）到F上的不可约因子的因式分解。若分解只含线性因子（对应特征值），就简化为若尔当标准形。这种形式有时被称为广义若尔当标准形或初等有理规范形，其依据是，向量空间可规范地分解为对应不同不可约因子P的稳定子空间的直和（参见lemme des noyaux），每个和的特征多项式都是相应P的幂。这些和式可以不规范地分解为循环F[x]-模（如上述弗罗贝尼乌斯标准形所做）的直和，每个和的特征多项式仍是P的幂。初等有理规范形是对角分块矩阵，对应于循环模的此种分解。对角块中有一种称为广义约当块的特殊形式，对应循环模之基的特定选择。这种广义约当块本身就是一个形式如下的分块矩阵
{\displaystyle \scriptstyle {\begin{pmatrix}C&0&\cdots &0\\U&C&\cdots &0\\\vdots &\ddots &\ddots &\vdots \\0&\cdots &U&C\end{pmatrix}}}
其中C是不可约多项式P的相伴矩阵，U是矩阵，其唯一非零元是右上角的1。对于线性不可约因子P = x − λ，这些块被简化为单元素C = λ、U = 1，于是便找到了（转置的）若尔当块。在任何广义约当块中，主对角线一下的所有元素都是1。产生这种形式的循环模之基可以这样产生：选择生成向量v（不被Pk−1(A)零化的生成向量，其中循环模的极小多项式是Pk），并取基
{\displaystyle v,A(v),A^{2}(v),\ldots ,A^{d-1}(v),~P(A)(v),A(P(A)(v)),\ldots ,A^{d-1}(P(A)(v)),~P^{2}(A)(v),\ldots ,~P^{k-1}(A)(v),\ldots ,A^{d-1}(P^{k-1}(A)(v))}
其中d = deg(P)。

### 算法
- An O(n3) Algorithm for Frobenius Normal Form
- An Algorithm for the Frobenius Normal Form (pdf)
- A rational canonical form Algorithm (pdf) （页面存档备份，存于）